# Mariusz Czerkawski
Mariusz Krzysztof Czerkawski (ur. 13 kwietnia 1972 w Radomsku) – polski hokeista, menedżer hokejowy, komentator sportowy i prezenter telewizyjny.
Jeden z najwybitniejszych polskich hokeistów w historii. W latach 1991–2006 reprezentant Polski w hokeju na lodzie, olimpijczyk z Albertville 1992. W NHL spędził 12 sezonów oraz reprezentował w niej barwy pięciu klubów: Boston Bruins, Edmonton Oilers, New York Islanders, Montreal Canadiens i Toronto Maple Leafs. Został także pierwszym Polakiem w tej lidze, który wystąpił w Meczu Gwiazd NHL.

## Kariera klubowa

### GKS Tychy
Pierwszy kontakt z lodowiskiem miał w wieku ośmiu lat. Jako wychowanek GKS Tychy grał w zespołach tego klubu w kolejnych kategoriach wiekowych. Jego pierwszym trenerem był Józef Zagórski. W wieku juniorskim do 1990 roku grał w barwach GKS w rozgrywkach Centralnej Ligi Juniorów. W seniorskich rozgrywkach I ligi występował od 1988. W sezonie I ligi 1990/1991 w 24 meczach zdobył 40 punktów (25 bramek, 15 asyst), dzięki czemu w wieku 19 lat został najmłodszym laureatem nagrody pod nazwą Złoty Kij dla najlepszego hokeisty rozgrywek. Jednocześnie sezon 1990/1991 był pierwszym i jedynym w karierze Czerkawskiego, w którym rozegrał pełny sezon w lidze polskiej. Wraz z tyską drużyną dotarł do ćwierćfinału fazy play-off. W 1991 był w klasie maturalnej w liceum w Tychach.

### Draft NHL 1991
Znakomite występy zarówno w lidze polskiej, ale przede wszystkim w turniejach reprezentacyjnych, spowodowały, że talent Mariusza Czerkawskiego zauważyli działacze klubu z północnoamerykańskiej ligi NHL – Boston Bruins, którzy dnia 22 lipca 1991 wybrali go w piątej rundzie draftu NHL z numerem 106.

### Djurgårdens IF (1991/1992)
Następnym klubem w karierze Czerkawskiego był Djurgårdens IF w szwedzkiej lidze Elitserien. W trakcie sezonu ligi polskiej 1990/1991 w lutym 1991 przebywał na testach w tym zespole w Szwecji, przekonując do siebie działaczy tego klubu. W jego barwach zadebiutował dnia 26 września 1991 roku w wygranym 4:3 meczu wyjazdowym 1. kolejki przeciwko Brynäs IF oraz zaliczył dwie asysty (12. minuta przy golu Jensa Öhlinga na 2:0, 55. minuta przy golu Orwara Stamberta na 4:3). Swojego pierwszego gola w rozgrywkach ligi zdobył dnia 29 września 1991 roku, w 17. minucie przegranego 3:4 meczu 2. kolejki przeciwko Malmö IF na 1:0. Łącznie w fazie zasadniczej sezonu 1991/1992 rozegrał 39 meczów (nie wystąpił tylko dnia 26 stycznia 1991 w przegranym 0:2 meczu 31. kolejki przeciwko VIK Västerås), zdobywając w nich 13 punktów (8 bramek, 5 asyst), a jego zespół z dorobkiem 43 punktów zajął trzecie miejsce w fazie zasadniczej ligi Elitserien (16 zwycięstw, 11 remisów i 13 porażek) i awansował do fazy play-off, gdzie w finale uległ Malmö IF w rywalizacji 2:3 i ostatecznie zdobył wicemistrzostwo Szwecji], jednak w tej fazie Czerkawski zagrał w jedynie w trzech meczach, nie zdobywając żadnego punktu. Mariusz Czerkawski zdobył również ze swoim klubem Puchar Europy w edycji 1991/1992 po zwycięstwie w finale 7:2 z niemieckim Düsseldorfer EG w Düsseldorfie. Pod koniec czerwca 1992 wyjechał do USA na testy w klubie Boston Bruins.

### Hammarby IF (1992/1993)
W sezonie 1992/1993 został wypożyczony do II-ligowego Hammarby IF, w którym został jednym z najlepszych zawodników w historii klubu, uzyskując 92 punkty (55 bramek, 37 asyst) w 45 meczach w sezonie. W pierwszej rundzie rozgrywek Division 1, w której Hammarby IF zajęło czwarte miejsce, Czerkawski w 18 meczach zdobył 34 punkty (19 bramek, 15 asyst). Jednak kolejną rundę, w której nie grały już dwie najsilniejsze ekipy, Hammarby IF wygrało zdecydowanie (13 zwycięstw i jeden remis), a Czerkawski w 14 meczach zdobył 35 punktów (20 bramek, 15 asyst). Łącznie w fazie zasadniczej zdobył 69 punktów (39 bramek, 30 asyst). W fazie play-off Czerkawski w 7 meczach zdobył 13 punktów (9 goli, 4 asysty), notując przy tym hat trick w wygranym 6:4 meczu z AIK Ishockey, który dał Hammarby IF awans do turnieju finałowego, w którym zespół z 2 zwycięstwami i 4 porażkami zajął 3. miejsce i nie awansował do ligi Allsvenskan, a Czerkawski w tym turnieju zdobył 5 punktów (3 bramki, 2 asysty).

### Djurgårdens IF (1993/1994)
Po udanym sezonie 1992/1993 w Hammarby IF powrócił na sezon 1993/1994 do Djurgårdens IF, dla którego ostatni mecz w Elitserien rozegrał dnia 1 kwietnia 1994, gdy Djurgårdens IF przegrał półfinałowy mecz 2:5 z MODO Hockey i odpadł z rozgrywek. Łącznie w rozgrywkach rozegrał 45 meczów i zdobył 38 punktów (16 bramek, 22 asysty) oraz wystąpił w Meczu Gwiazd Elitserien.

### Boston Bruins i debiut w NHL (1993/1994)
Po zakończeniu rozgrywek w Szwecji wyjechał do Stanów Zjednoczonych i podjął występy w elitarnych rozgrywkach NHL w barwach Boston Bruins. Debiut w NHL zaliczył 9 kwietnia 1994 w Bostonie w meczu przeciwko Tampa Bay Lightning. Mecz zakończył się porażką Misiów 0:3, a Czerkawski oddał w tym meczu dwa strzały na bramkę Wendella Younga. Kolejny mecz 10 kwietnia 1994 przeciwko Flyers w Filadelfii, był bardziej udany, gdyż jego drużyna wygrała 3:4, a on sam zanotował swój pierwszy punkt w NHL, asystując wspólnie z Adamem Oatesem przy golu Dona Sweeneya na 3:3. Swojego pierwszego gola w rozgrywkach zdobył w dniu swoich 22. urodzin, tj. 13 kwietnia 1994 w meczu wyjazdowym z Ottawa Senators, gdy w 39. minucie trafił do bramki bronionej przez Craiga Billingtona, podwyższając wynik na 4:0 (asystowali mu Adam Oates i Dave Reid). Mecz zakończył się wygraną Niedźwiadków 8:0.
W ostatnim meczu fazy zasadniczej sezonu 14 kwietnia 1994, przegranym u siebie 2:3 z Hartford Whalers, ponownie wpisał się na listę strzelców, pokonując pod koniec meczu Seana Burke’a i był to jednocześnie jego pierwszy gol w lidze zdobyty w przewadze. Łącznie w fazie zasadniczej sezonu 1993/1994 rozegrał cztery mecze i zdobył w nich trzy punkty (2 bramki, 1 asysta), natomiast w fazie play-off Boston Bruins uległ w półfinale Konferencji Wschodniej New Jersey Devils w rywalizacji 2:4, a Czerkawski rozegrał 13 meczów i zdobył 6 punktów (3 bramki, 3 asysty) oraz spędził 4 minuty na ławce kar.

### Kiekko-Espoo (1994/1995)
Z powodu lockoutu w NHL (trwał od października 1994 roku do stycznia 1995 roku) początek sezonu 1994/1995 spędził w klubie fińskich rozgrywek SM-liiga – Kiekko-Espoo, w którym rozegrał siedem meczów ligowych, zdobywając w nich 12 punktów (9 bramek, 3 asysty) oraz spędził 10 minut na ławce kar.

### Boston Bruins
Po pobycie w Finlandii wrócił do Boston Bruins, gdzie w fazie zasadniczej sezonu 1994/1995 rozegrał 47 meczów i zdobył 26 punktów (12 goli, 14 asyst) oraz spędził 31 minut na ławce kar, natomiast w fazie play-off, w której jego drużyna uległa w ćwierćfinale Konferencji Wschodniej późniejszemu zdobywcy Pucharu Stanleya – New Jersey Devils w rywalizacji 1:4, rozegrał 5 meczów i strzelił 1 bramkę oraz zajął 3. miejsce w klasyfikacji asystentów w kategorii debiutantów oraz 5. miejsce w klasyfikacji strzelców w kategorii debiutantów sezonu.
Barwy Boston Bruins reprezentował również w sezonie 1995/1996, w którym rozegrał 33 mecze, uzyskując 11 punktów (5 bramek, 6 asyst) oraz spędził 10 minut na ławce kar. Ostatni mecz w bostońskim zespole rozegrał 9 stycznia 1996 w przegranym 3:0 meczu wyjazdowym z Colorado Avalanche w Denver. Łącznie dla Bostonu rozegrał 80 meczów, zdobywając zdobył 37 punktów (17 bramek, 20 asyst) oraz spędził 41 minut na ławce kar w fazie zasadniczej, a także rozegrał 5 meczów i strzelił 1 bramkę w fazie play-off NHL.

### Edmonton Oilers
Następnym klubem w lidze NHL w karierze Czerkawskiego był Edmonton Oilers, w którym zadebiutował 13 stycznia 1996 w Buffalo podczas wygranego 4:5 meczu wyjazdowego z Buffalo Sabres, w którym Czerkawski zanotował dwie asysty. Pierwszego gola dla Edmonton Oilers Czerkawski zdobył 16 stycznia 1996 w następnym meczu, tym razem u siebie wygranym 5:1 z St. Louis Blues. Ostatni mecz w Edmonton Oilers rozegrał 11 maja 1997, w którym jego drużyna przegrała u siebie 3:4 z Colorado Avalanche w półfinale Konferencji Zachodniej i odpadła z rozgrywek, przegrywając rywalizację 1:4. Łącznie dla Oilers rozegrał 113 meczów i zdobył 76 punktów (38 bramek, 38 asyst) oraz spędził 24 minuty na ławce kar w fazie zasadniczej, a także rozegrał 12 meczów i zdobył 3 punkty (2 bramki, 1 asysta) oraz spędził 10 minut na ławce kar w fazie play-off NHL.

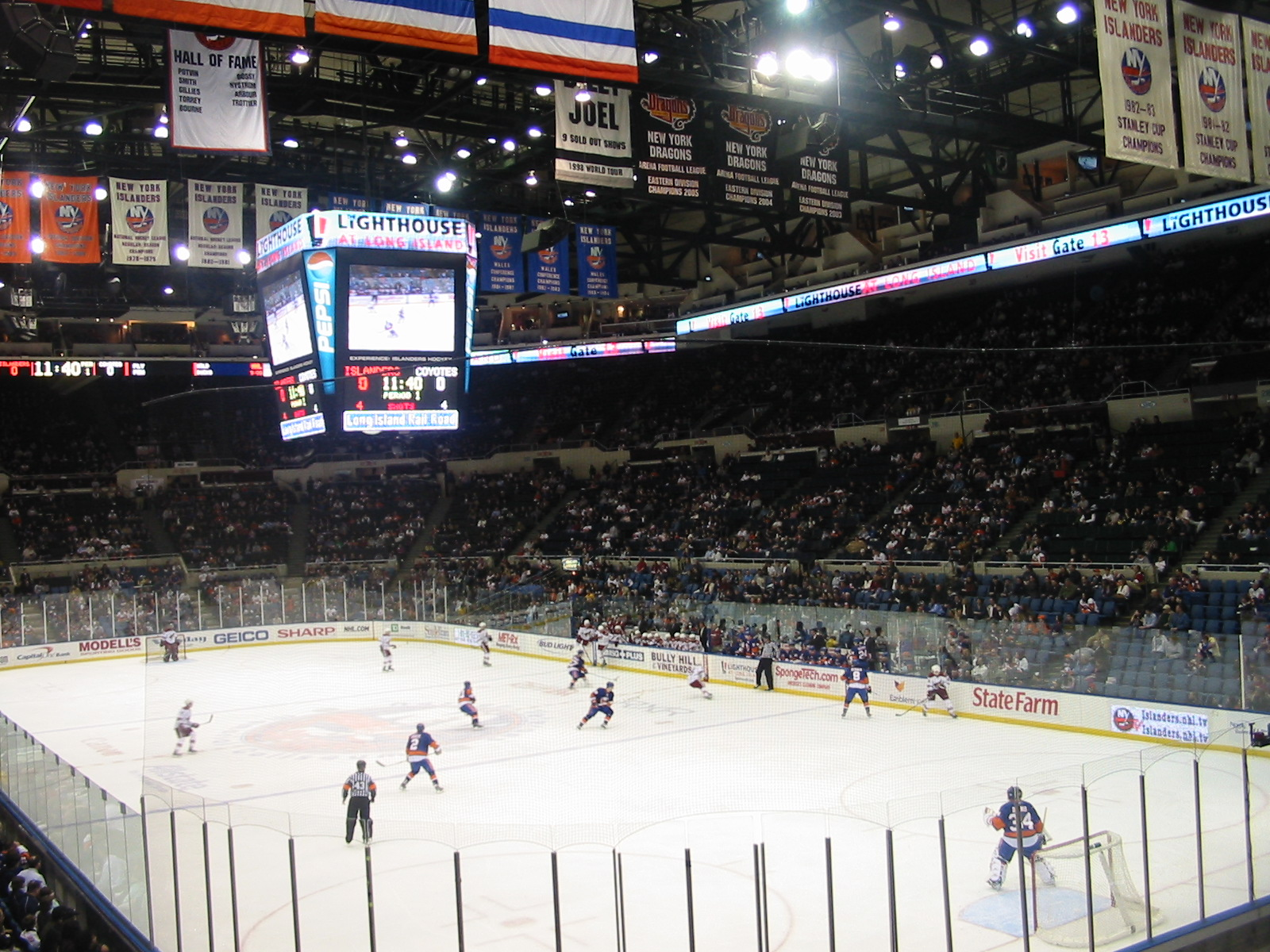
Nassau Veterans Memorial Coliseum, lodowisko New York Islanders

### New York Islanders
25 sierpnia 1997 został zawodnikiem New York Islanders, w którym odnosił największe sukcesy podczas gry w NHL. Debiut w nowojorskiej drużynie zaliczył 3 października 1997 w meczu u siebie w lokalnym rywalem – New York Rangers, zakończonym remisem 2:2. Pierwszego gola dla Islanders zdobył 19 października 1997 w wygranym 5:2 meczu u siebie z Mighty Ducks of Anaheim w 27. minucie meczu na 4:1 oraz zaliczył asystę. Łącznie w fazie zasadniczej sezonu 1997/1998 rozegrał 68 meczów i zdobył 25 punktów (12 bramek, 13 asyst) oraz spędził 23 minuty na ławce kar, a jego zespół zajął 10. miejsce w Konferencji Wschodniej i nie awansował do fazy play-off.
W następnym sezonie 1998/1999 rozegrał 78 meczów i zdobył 38 punktów (21 bramek, 17 asyst) oraz spędził 14 minut na ławce kar, a jego zespół zajął 13. miejsce w Konferencji Wschodniej i nie awansował do fazy play-off.
W następnych sezonach: 1999/2000 i 2000/2001 był najlepszym strzelcem i najskuteczniejszym zawodnikiem drużyny (1999/2000 – 70 punktów (35 bramek, 35 asyst), 2000/2001 – 62 punkty (30 bramek, 32 asysty), w dodatku sezonie 1999/2000 otrzymał nagrodę Islander of the Year, przeznaczoną dla najlepszego zawodnika drużyny w danym sezonie. Mimo świetnej skuteczności Czerkawskiego w żadnym z tych sezonów New York Islanders nie udało się awansować do fazy play-off.
W fazie zasadniczej sezonu 2001/2002 rozegrał wszystkie 82 mecze i zdobył 51 punktów (22 bramki, 29 asyst) oraz spędził 48 minut na ławce kar, a New York Islanders zajął 5. miejsce w Konferencji Wschodniej i po 8 latach awansował do fazy play-off, gdzie ich przeciwnikiem w ćwierćfinale Konferencji Wschodniej było Toronto Maple Leafs, z którym Wyspiarze po zaciętej walce ulegli w rywalizacji 4:3 i odpadli z dalszych rozgrywek. Po zakończeniu sezonu Czerkawski odszedł z klubu.

### Mecz Gwiazd NHL
W wyniku dobrej gry w pierwszej połowie sezonu 1999/2000 został powołany przez władze NHL do 50. Meczu Gwiazd NHL, który odbył się 6 lutego 2000 w Toronto. Wystąpił w drużynie „Świata” (World All-Stars), która w obecności 19 300 widzów pokonała „Amerykę Północną” (North America All-Stars) 9:4. Czerkawski, który oddał w meczu pięć strzałów na bramkę (więcej – osiem – miał tylko Rosjanin Pawieł Bure, wybrany najlepszym graczem zawodów), asystował w 51. minucie (wspólnie z Czechem Radkiem Bonkiem) przy golu Słowaka Miroslava Šatana na 8:4.

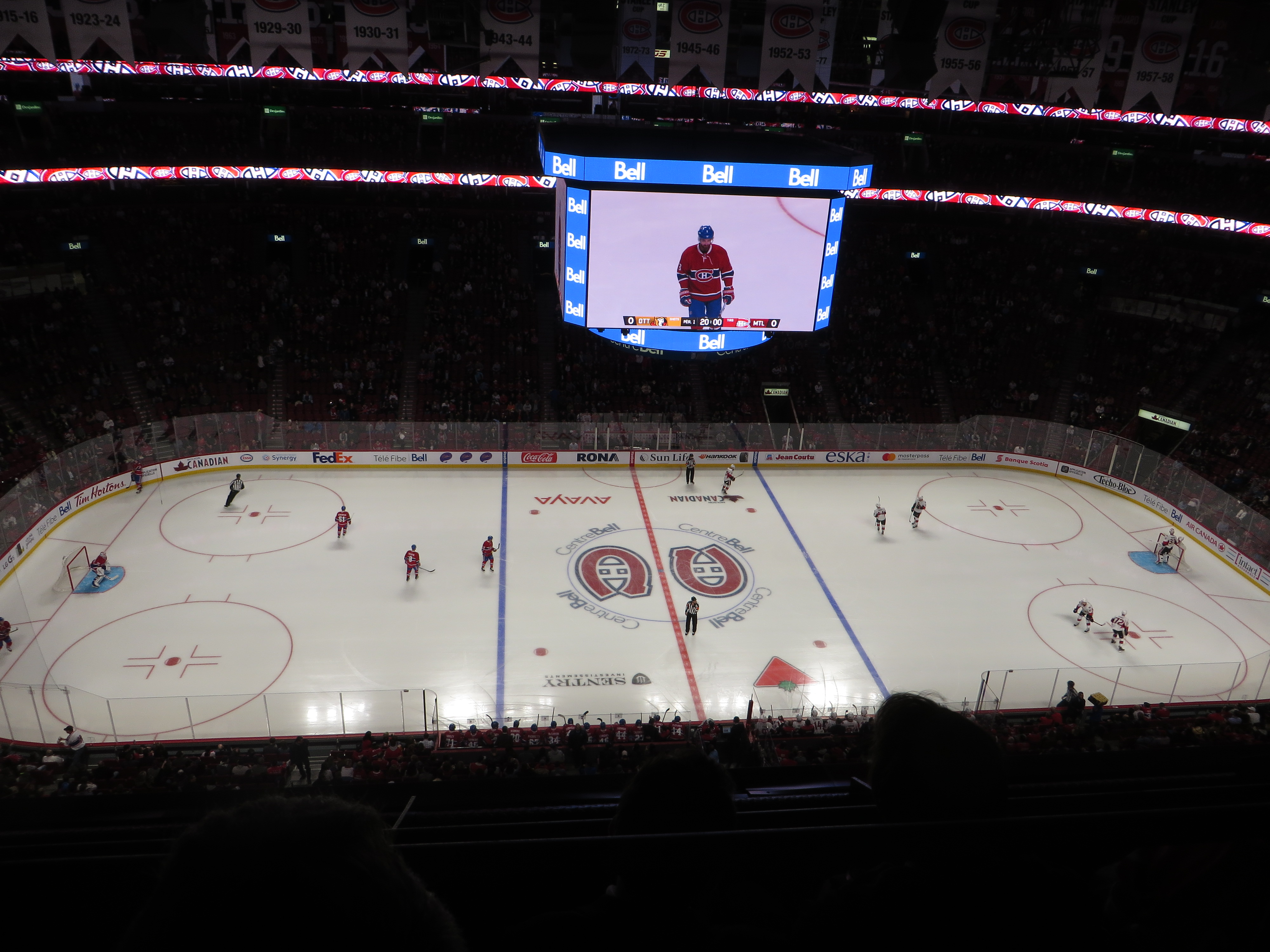
Centre Bell, lodowisko Montreal Canadiens

### Montreal Canadiens i Hamilton Bulldogs (2002/2003)
W 2002 po pięciu latach spędzonych w New York Islanders został zawodnikiem Montreal Canadiens, w którym zadebiutował 11 października 2002 w wygranym 4:1 meczu u siebie z New York Rangers, strzelając także bramkę. Mimo tego nie znajdował on uznania w oczach trenerów klubu i dwukrotnie odsyłany był do Hamilton Bulldogs, filialnej drużyny występującej w AHL, bezpośrednim zapleczu NHL. Zadebiutował tam 28 grudnia 2002 w wygranym 4:1 meczu u siebie z St. John’s Maple Leafs, strzelając bramkę i notując asystę. W okresie od 6 do 12 stycznia 2002 w czterech meczach zdobył 8 punktów (5 bramek, 3 asysty), co dało mu tytuł gracza tygodnia ligi AHL. Dobre występy spowodowały, że 16 stycznia 2003 powrócił do pierwszego składu Montreal Canadiens na mecz domowy z Philadelphia Flyers (1:4).
Jednak nadal niespełniająca oczekiwań forma Czerkawskiego w lidze NHL (4 punkty za 3 gole i 1 asystę w 18 meczach) tym razem ostatecznie zmusiła trenerów do przesunięcia Polaka do drużyny rezerw. Do Hamilton Bulldogs Czerkawski wrócił 28 lutego 2003 asystując przy jednym z goli w wygranym 4:2 meczu z Philadelphia Phantoms, w którym grał do końca fazy zasadniczej sezonu 2002/2003, gdzie  rozegrał 20 meczów i zdobył 20 punktów (8 bramek, 12 asyst) oraz spędził 12 minut na ławce kar, a jego zespół ze 110 punktami został mistrzem fazy zasadniczej, zdobywając tym samym Macgregor Kilpatrick Trophy.
Hamilton Bulldogs dotarł do finału Pucharu Caldera, w którym przegrał z Houston Aeros w rywalizacji 3:4, jednak Czerkawski grał tylko w dwóch pierwszych rundach przeciwko Springfield Falcons (4 mecze, wygrana rywalizacja 3:1) oraz Manitoba Moose (2 mecze, wygrana rywalizacja 4:3). Czerkawski w tej fazie rozegrał 6 meczów i zdobył 4 punkty (1 bramka, 3 asysty) oraz spędził 6 minut na ławce kar w fazie play-off.
Natomiast dla Montreal Canadiens rozegrał w NHL 43 mecze i zdobył 14 punktów (5 bramek, 9 asyst) oraz spędził 16 minut na ławce kar.

### Powrót do New York Islanders
Po nieudanym pobycie w Montreal Canadiens w sezonie 2003/2004 wrócił do New York Islanders, gdzie ponownie stanowił o sile zespołu (najlepszy strzelec wraz z Trentem Hunterem – 25 bramek). W fazie zasadniczej rozegrał 81 meczów i zdobył 49 punktów (25 bramek, 24 asysty) oraz spędził 16 minut na ławce kar, a New York Islanders zajął 8. miejsce w Konferencji Wschodniej i awansował do fazy play-off, gdzie ich przeciwnikiem w ćwierćfinale Konferencji Wschodniej było Tampa Bay Lightning, z którym Wyspiarze ulegli w rywalizacji 4:1 i odpadli z dalszych rozgrywek.
Łącznie dla New York Islanders rozegrał 470 meczów, w których zdobył 295 punktów (145 bramek, 150 asyst) oraz spędził 183 minuty na ławce kar w fazie zasadniczej, a także rozegrał 12 meczów i zdobył 5 punktów (2 bramki, 3 asysty) oraz spędził 4 minuty na ławce kar w fazie play-off NHL. 145 goli dało mu wówczas 15. miejsce na liście najskuteczniejszych zawodników w historii klubu.

### Djurgårdens IF (2004/2005)
W wyniku lokautu w NHL rozgrywki w sezonie 2004/2005 nie odbyły się, w związku z czym Czerkawski po 10 latach przerwał występy w tych rozgrywkach. Wówczas, został ponownie zawodnikiem szwedzkiego klubu Djurgårdens IF (po 10 latach od odejścia w 1994), podpisując roczny kontrakt. W fazie zasadniczej sezonu Elitserien 2004/2005 rozegrał 46 meczów i zdobył 24 punkty (15 bramek, 9 asyst) oraz spędził 20 minut na ławce kar, a w fazie play-off, gdzie jego zespół przegrał w półfinale z Frölunda HC w rywalizacji 4:1, rozegrał 5 meczów i strzelił 1 bramkę oraz spędził 2 minuty na ławce kar.

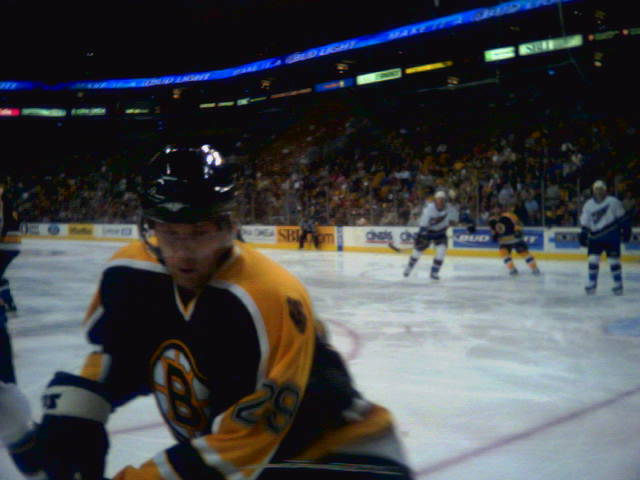
Mariusz Czerkawski jako zawodnik Boston Bruins (2006)

### Powrót do NHL
Po roku spędzonym w Szwecji w 2005 wrócił do NHL, tym razem do klubu Toronto Maple Leafs, w którym zadebiutował 5 października 2005 w przegranym 3:2 wyjazdowym meczu z Ottawa Senators. Polak jednak nie zdołał przebić się do pierwszego składu drużyny (19 meczów, 5 punktów (4 bramki, 1 asysta), 6 minut na ławce kar) i w trakcie sezonu przeniósł się do Boston Bruins, gdzie również nie zdołał przebić się do pierwszego składu drużyny (19 meczów, 5 punktów (4 bramki, 1 asysta), 4 minuty na ławce kar), a dnia 15 kwietnia 2006 rozegrał swój ostatni mecz w NHL, przegrany 3:4 u siebie z Atlanta Trashers, w którym zdobył również ostatnią bramkę w lidze (7. minuta na 1:0 po asyście Travisa Greena.
Łącznie w latach 1994–2006 w meczach fazy zasadniczej NHL rozegrał 745 meczów, zdobył 435 punktów (215 bramek, 220 asyst) oraz spędził 274 minuty na ławce kar, natomiast w fazie play-off rozegrał 42 mecze, zdobył 15 punktów (8 bramek, 7 asyst) oraz spędził 18 minut na ławce kar.

### Ostatnie lata kariery
Następnym klubem w karierze Czerkawskiego był klub występujący w szwajcarskiej lidze National League A – Rapperswil-Jona Lakers, w którym spędził ostatnie lata kariery. Z klubem dwukrotnie awansował do fazy play-off ligi (2006/2007, 2007/2008), w której dwukrotnie odpadł w ćwierćfinale oraz dwukrotnie był najlepszym strzelcem drużyny (2006/2007 – 21 goli, 2007/2008 – 22 gole).
Łącznie dla klubu rozegrał 43 mecze, zdobył 94 punkty (43 bramki, 51 asyst) w fazie zasadniczej, natomiast w fazie play-off rozegrał 12 meczów i zdobył 13 punktów (7 bramek, 6 asyst).
24 lipca 2008 ogłosił zakończenie kariery sportowej, jednak swój ostatni oficjalny mecz rozegrał 25 stycznia 2009 w barwach GKS Tychy – pojawił się wówczas na lodzie jednorazowo w wygranym 3:2 meczu ze Stoczniowcem Gdańsk podczas sezonu ekstraligi polskiej 2008/2009.
W trakcie kariery określany pseudonimami Polish Prince (Polski Książę), Marre, Mario.

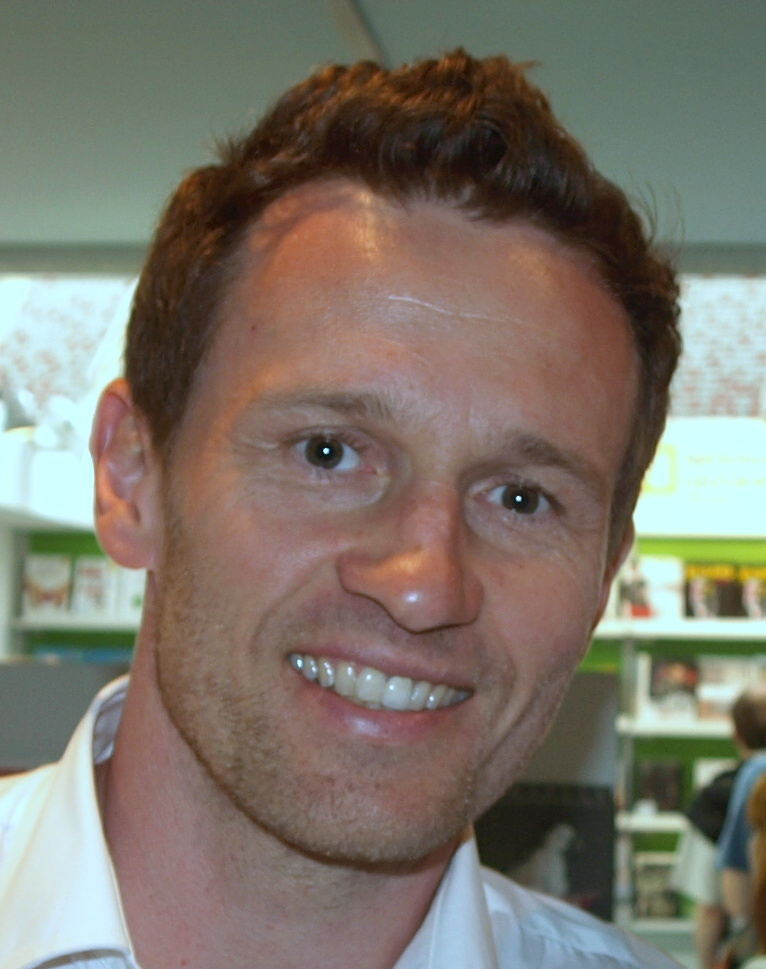
Mariusz Czerkawski w 2013

## Kariera reprezentacyjna
Występował w reprezentacjach Polski. W wieku 14 lat był kadrowiczem reprezentacji do lat 16. Rok później został reprezentantem wyższej wiekowo kadry Polski. W barwach reprezentacji Polski do lat 18 uczestniczył w turniejach mistrzostw Europy juniorów edycji 1989 w Grupie B (awans do Grupy A) i 1990 w Grupie A. Podczas edycji z 1989 w austriackim Klagenfurcie zdobył 11 punktów (5 goli, 6 asyst), co dało mu pierwsze miejsce w klasyfikacji kanadyjskiej turnieju oraz pierwsze miejsce w klasyfikacji asystentów turnieju, a podczas turnieju 1990 Grupy A w Szwecji z 9 golami został najlepszym strzelcem turnieju. W barwach reprezentacji Polski do lat 20 uczestniczył w turniejach mistrzostw świata juniorów edycji 1990 w Grupie A – spadek do Grupy B oraz 1991 w Grupie B. Podczas turnieju z 1991 w Tychach i Oświęcimiu z 15 punktami (12 bramek, 3 asysty) okazał się najskuteczniejszym zawodnikiem, najlepszym strzelcem oraz MVP turnieju.
Udany występ na MŚ juniorów w 1991 spowodowała, że Czerkawskim zainteresował się trener reprezentacji Polski – Leszek Lejczyk, który powołał go na turniej seniorskich mistrzostw świata edycji 1991 w Jugosławii, na których Polska zajęła 4. miejsce i awansowała do Grupy A. Podczas turnieju zdobył m.in. dwa gole 3 kwietnia 1991 w wygranym 6:3 meczu z gospodarzami.
W kwietniu 1991 w kwalifikacjach do igrzysk olimpijskich 1992 zdobył trzy gole w dwumeczu przeciw Danii (wygrane Polski 6:4, 9:5), po których wraz z kadrą uzyskał awans. Rok później uczestniczył z reprezentacją w turnieju zimowych igrzysk olimpijskich 1992 w Albertville, jak dotąd ostatnim z polskim uczestnictwem. Łącznie brał udział w pięciu turniejach mistrzostw świata: (1991 – awans do Grupy A, 1992 – spadek do Grupy B, 1998, 2000, 2002 – spadek do Dywizji I, 2006).
Uczestniczył także w turniejach kwalifikacyjnych do igrzysk olimpijskich 2006: w Nowym Targu rozegranego w dniach 11–14 kwietnia 2004 roku oraz wygranego przez reprezentację Polski, na którym Czerkawski zdobył 7 punktów (4 gole, 3 asysty) oraz w finałowym turnieju w Rydze rozegranego w dniach 10–13 lutego 2005 roku, na którym reprezentacja Polski zajęła 4. miejsce i nie awansowała do turnieju olimpijskiego 2006 w Turynie, a Czerkawski zdobył 3 punkty (2 gole, 1 asysta).
Wystąpił także w meczu reprezentacji Polski z Drużyną Gwiazd Ligi NHL, który odbył się 22 grudnia 2004 w katowickim Spodku. Mecz zakończył się remisem 3:3 w regulaminowym czasie gry, natomiast w rzutach karnych lepsza okazała się Drużyna Gwiazd Ligi NHL, które wygrała 0:2
Łącznie w latach 1989–1991 w reprezentacji Polski U-18 i reprezentacji Polski U-20 rozegrał 25 meczów i zdobył 39 punktów (27 goli, 12 asyst) oraz spędził 26 minut na ławce kar, a w seniorskiej reprezentacji Polski w latach 1991–2006 rozegrał 42 mecze i zdobył 44 punkty (23 gole, 21 asyst) oraz spędził 24 minuty na ławce kar.

## Statystyki

### Klubowe
| 1988/1989         | GKS Tychy U-20         | CLJ               | –   | –   | –   | –   | –   | –  | –  | – | –  | —  |
| 1989/1990         | GKS Tychy U-20         | CLJ               | 30  | 35  | 11  | 46  | 0   | –  | –  | – | –  | —  |
| 1990/1991         | GKS Tychy              | PLH               | 24  | 25  | 15  | 40  | 0   | –  | –  | – | –  | —  |
| 1991/1992         | Djurgårdens IF         | SEL               | 39  | 8   | 5   | 13  | 4   | 3  | 0  | 0 | 0  | 2  |
| 1992/1993         | Hammarby IF            | Division 1        | 32  | 39  | 30  | 69  | 74  | 13 | 16 | 7 | 23 | 34 |
| 1993/1994         | Djurgårdens IF         | SEL               | 39  | 13  | 21  | 34  | 20  | 6  | 3  | 1 | 4  | 2  |
| 1993/1994         | Boston Bruins          | NHL               | 4   | 2   | 1   | 3   | 0   | 13 | 3  | 3 | 6  | 4  |
| 1994/1995         | Kiekko-Espoo           | SM-liiga          | 7   | 9   | 3   | 12  | 10  | –  | –  | – | –  | —  |
| 1994/1995         | Boston Bruins          | NHL               | 47  | 12  | 14  | 26  | 31  | 5  | 1  | 0 | 1  | 0  |
| 1995/1996         | Edmonton Oilers        | NHL               | 37  | 12  | 17  | 29  | 8   | –  | –  | – | –  | —  |
| 1995/1996         | Boston Bruins          | NHL               | 33  | 5   | 6   | 11  | 10  | –  | –  | – | –  | —  |
| 1996/1997         | Edmonton Oilers        | NHL               | 76  | 26  | 21  | 47  | 16  | 12 | 2  | 1 | 3  | 10 |
| 1997/1998         | New York Islanders     | NHL               | 68  | 12  | 13  | 25  | 23  | –  | –  | – | –  | —  |
| 1998/1999         | New York Islanders     | NHL               | 78  | 21  | 17  | 38  | 14  | –  | –  | – | –  | —  |
| 1999/2000         | New York Islanders     | NHL               | 79  | 35  | 35  | 70  | 34  | –  | –  | – | –  | —  |
| 2000/2001         | New York Islanders     | NHL               | 82  | 30  | 32  | 62  | 48  | –  | –  | – | –  | —  |
| 2001/2002         | New York Islanders     | NHL               | 82  | 22  | 29  | 51  | 48  | 7  | 2  | 2 | 4  | 4  |
| 2002/2003         | Montreal Canadiens     | NHL               | 43  | 5   | 9   | 14  | 16  | –  | –  | – | –  | –  |
| 2002/2003         | Hamilton Bulldogs      | AHL               | 20  | 8   | 12  | 20  | 12  | 6  | 1  | 3 | 4  | 6  |
| 2003/2004         | New York Islanders     | NHL               | 81  | 25  | 24  | 49  | 16  | 5  | 0  | 1 | 1  | 0  |
| 2004/2005         | Djurgårdens IF         | SEL               | 46  | 15  | 9   | 24  | 20  | 5  | 1  | 0 | 1  | 2  |
| 2005/2006         | Boston Bruins          | NHL               | 16  | 4   | 1   | 5   | 4   | –  | –  | – | –  | —  |
| 2005/2006         | Toronto Maple Leafs    | NHL               | 19  | 4   | 1   | 5   | 6   | –  | –  | – | –  | —  |
| 2006/2007         | Rapperswil-Jona Lakers | NLA               | 43  | 21  | 20  | 41  | 70  | 7  | 6  | 6 | 12 | 16 |
| 2007/2008         | Rapperswil-Jona Lakers | NLA               | 49  | 22  | 31  | 53  | 30  | 5  | 1  | 0 | 1  | 4  |
| 2008/2009         | GKS Tychy              | PLH               | 1   | 0   | 0   | 0   | 0   | –  | –  | – | –  | —  |
| CLJ Ogółem        | CLJ Ogółem             | CLJ Ogółem        | 30  | 35  | 11  | 46  | 0   | –  | –  | – | –  | —  |
| PLH Ogółem        | PLH Ogółem             | PLH Ogółem        | 24  | 25  | 15  | 40  | 0   | –  | –  | – | –  | —  |
| Division 1 Ogółem | Division 1 Ogółem      | Division 1 Ogółem | 32  | 39  | 30  | 69  | 74  | 13 | 16 | 7 | 23 | 34 |
| SEL Ogółem        | SEL Ogółem             | SEL Ogółem        | 124 | 36  | 35  | 71  | 44  | 14 | 4  | 1 | 5  | 6  |
| SM-liiga Ogółem   | SM-liiga Ogółem        | SM-liiga Ogółem   | 7   | 9   | 3   | 12  | 10  | –  | –  | – | –  | —  |
| NHL Ogółem        | NHL Ogółem             | NHL Ogółem        | 745 | 215 | 220 | 435 | 274 | 42 | 8  | 7 | 15 | 18 |
| AHL Ogółem        | AHL Ogółem             | AHL Ogółem        | 20  | 8   | 12  | 20  | 12  | 6  | 1  | 3 | 4  | 6  |
| NLA Ogółem        | NLA Ogółem             | NLA Ogółem        | 92  | 43  | 51  | 94  | 100 | 12 | 7  | 6 | 13 | 20 |

### Reprezentacyjne
| Rok                | Drużyna            | Turniej            | Miejsce            |    | M  | G  | A  | Pkt | Min |
| ------------------ | ------------------ | ------------------ | ------------------ | -- | -- | -- | -- | --- | --- |
| 1989               | Polska U-18        | MEJ-B              |                    | 5  | 5  | 6  | 11 | 6   |     |
| 1990               | Polska U-20        | MŚJ                | 8                  | 7  | 1  | 0  | 1  | 4   |     |
| 1990               | Polska U-18        | MEJ                | 6                  | 6  | 9  | 3  | 12 | 14  |     |
| 1991               | Polska U-20        | MŚJ-B              |                    | 7  | 12 | 3  | 15 | 2   |     |
| 1991               | Polska             | MŚ-B               | 4                  | 7  | 6  | 2  | 8  | 4   |     |
| 1992               | Polska             | IO                 | 11                 | 5  | 0  | 1  | 1  | 4   |     |
| 1992               | Polska             | MŚ                 | 12                 | 6  | 0  | 0  | 0  | 4   |     |
| 1998               | Polska             | MŚ-B               | 7                  | 3  | 2  | 1  | 3  | 0   |     |
| 2000               | Polska             | MŚ-B               | 4                  | 7  | 4  | 7  | 11 | 2   |     |
| 2002               | Polska             | MŚ                 | 14                 | 3  | 2  | 2  | 4  | 4   |     |
| 2004               | Polska             | Kw. IO             | 1                  | 3  | 4  | 3  | 7  | 0   |     |
| 2005               | Polska             | Kw. IO             | 4                  | 3  | 2  | 1  | 3  | 4   |     |
| 2006               | Polska             | MŚ-DI              |                    | 5  | 3  | 4  | 7  | 2   |     |
| Ogółem jako junior | Ogółem jako junior | Ogółem jako junior | Ogółem jako junior | 25 | 27 | 12 | 39 | 26  |     |
| Ogółem jako senior | Ogółem jako senior | Ogółem jako senior | Ogółem jako senior | 42 | 23 | 21 | 44 | 24  |     |
| Razem              | Razem              | Razem              | Razem              | 67 | 50 | 33 | 83 | 50  |     |

## Sukcesy
Reprezentacyjne
- Awans do Grupy A mistrzostw świata: 1991

Klubowe
- Brązowy medal mistrzostw Polski juniorów: 1987, 1989, 1990 z GKS Tychy
- Srebrny medal mistrzostw Szwecji: 1992 z Djurgårdens IF
- Puchar Europy: 1992 z Djurgårdens IF
- Macgregor Kilpatrick Trophy: 2003 z Hamilton Buldogs
- Finał Pucharu Caldera: 2003 z Hamilton Buldogs

Indywidualne

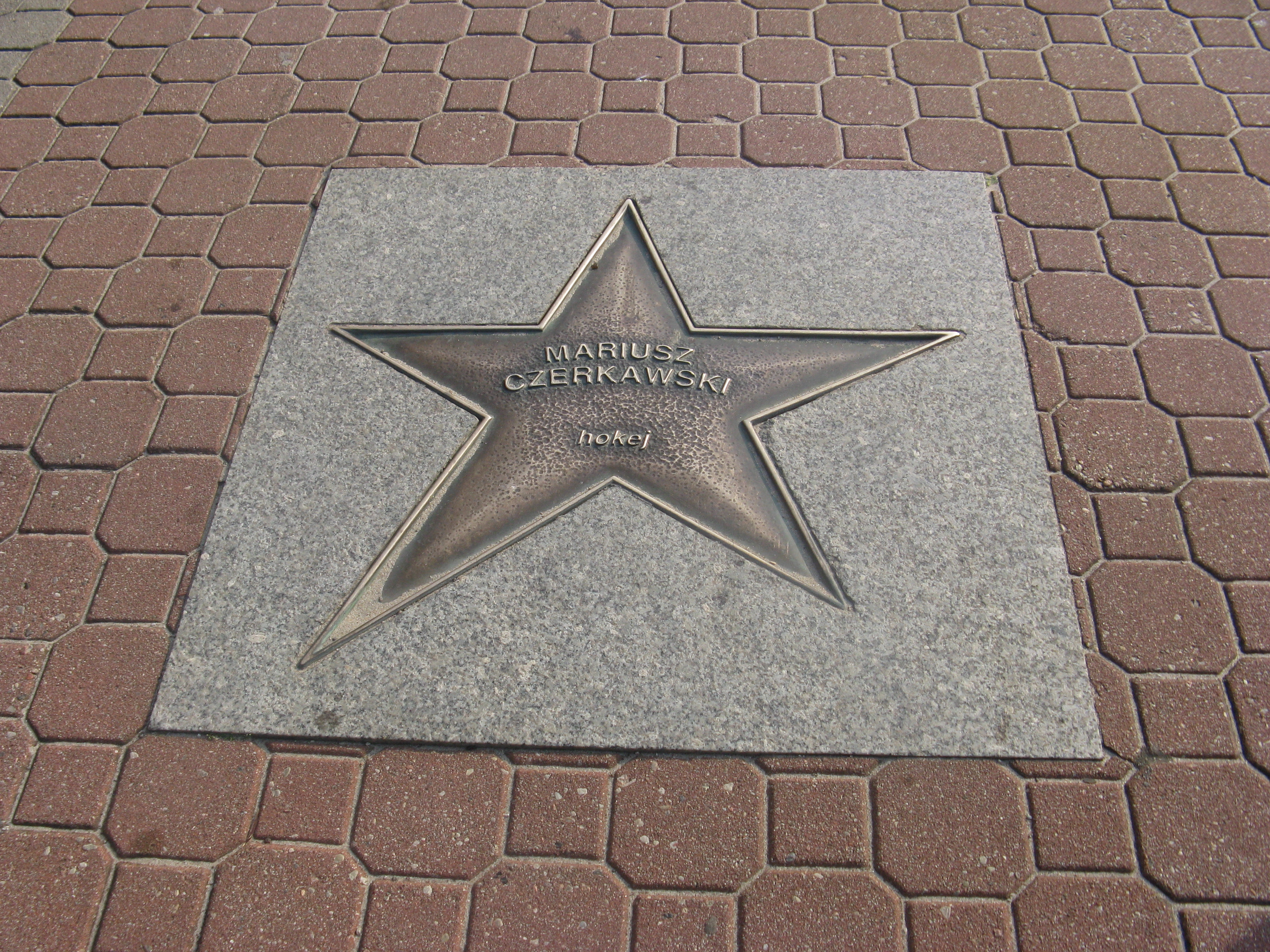
Gwiazda w Alei Gwiazd Sportu we Władysławowie

- Mistrzostwa Europy juniorów do lat 18 w hokeju na lodzie 1989#Grupa B:
  - Trzecie miejsce w klasyfikacji strzelców turnieju: 5 goli
  - Pierwsze miejsce w klasyfikacji asystentów turnieju: 6 asyst
  - Pierwsze miejsce w klasyfikacji kanadyjskiej turnieju: 11 punktów
- Mistrzostwa Europy juniorów do lat 18 w hokeju na lodzie 1990#Grupa A:
  - Pierwsze miejsce w klasyfikacji strzelców turnieju: 9 goli
  - Czwarte miejsce w klasyfikacji kanadyjskiej turnieju: 12 punktów
- Mistrzostwa Świata Juniorów w Hokeju na Lodzie 1991#Grupa B:
  - Pierwsze miejsce w klasyfikacji strzelców turnieju: 12 goli
  - Pierwsze miejsce w klasyfikacji kanadyjskiej turnieju: 15 punktów
  - Najbardziej Wartościowy Zawodnik (MVP) turnieju
- I liga polska w hokeju na lodzie (1990/1991): Złoty Kij
- Szwedzka Division 1 w hokeju na lodzie (1992/1993)
  - Pierwsze miejsce w klasyfikacji strzelców[22]
- Udział w Meczu Gwiazd Elitserien: 1994
- Trzecie miejsce w klasyfikacji asystentów NHL w kategorii debiutantów: 1995
- Piąte miejsce w klasyfikacji strzelców NHL w kategorii debiutantów: 1995
- Pierwsze miejsce w klasyfikacji strzelców drużyny w barwach New York Islanders (2000, 2001, 2004)
- Udział w Meczu Gwiazd NHL: 2000
- Pierwsze miejsce w klasyfikacji strzelców drużyny Rapperswil-Jona Lakers (2007, 2008)

Wyróżnienia
- Islander of the Year: 2000
- Superchampion w Plebiscycie Przeglądu Sportowego za całokształt osiągnięć sportowych: 2008
- Złoty Krążek od dziennikarzy TVP Sport, magazynu „Hokej” oraz portalu Sport24.pl w uznaniu za całokształt kariery i działalność na rzecz rozwoju hokeja w Polsce: 2009

## Rekordy meczowe w NHL
- Pierwszy hat trick (w formie klasycznej – trzy kolejne gole w meczu) w NHL w barwach Edmonton Oilers przeciw swojej byłej drużynie Boston Bruins (7 listopada 1996)[23].
- Najwięcej goli w jednym meczu: 3 (czterokrotnie – dwa razy w sezonie 1996/97 przeciwko Boston Bruins i Toronto Maple Leafs, raz w sezonie 1999/00 przeciwko Florida Panthers oraz w sezonie 2001/02 przeciwko Washington Capitals)
- Najwięcej asyst w jednym meczu: 3 (trzykrotnie – raz w sezonie 1998/99 przeciwko Los Angeles Kings oraz dwukrotnie w sezonie 2001/02 przeciwko Detroit Red Wings i New York Rangers)
- Najwięcej punktów w jednym meczu: 4 (dwukrotnie – 3 gole i asysta przeciwko Toronto Maple Leafs w sezonie 1996/97 oraz 2 gole i 2 asysty przeciwko Tampa Bay Lightning w sezonie 1999/00)
- Największa kara w meczu: kara meczu (dwukrotnie – w sezonie 1994/95 za przypadkowe zranienie Petera Forsberga z Quebec Nordiques oraz w sezonie 1997/98 za bójkę z P.J. Stockiem z New York Rangers[24])
- Najwięcej strzałów w jednym meczu: 10 (dwukrotnie – w sezonie 1994/95 przeciwko Pittsburgh Penguins (bez gola) oraz w sezonie 1999/2000 także przeciwko Pittsburgh Penguins (2 gole)

## Działalność po karierze

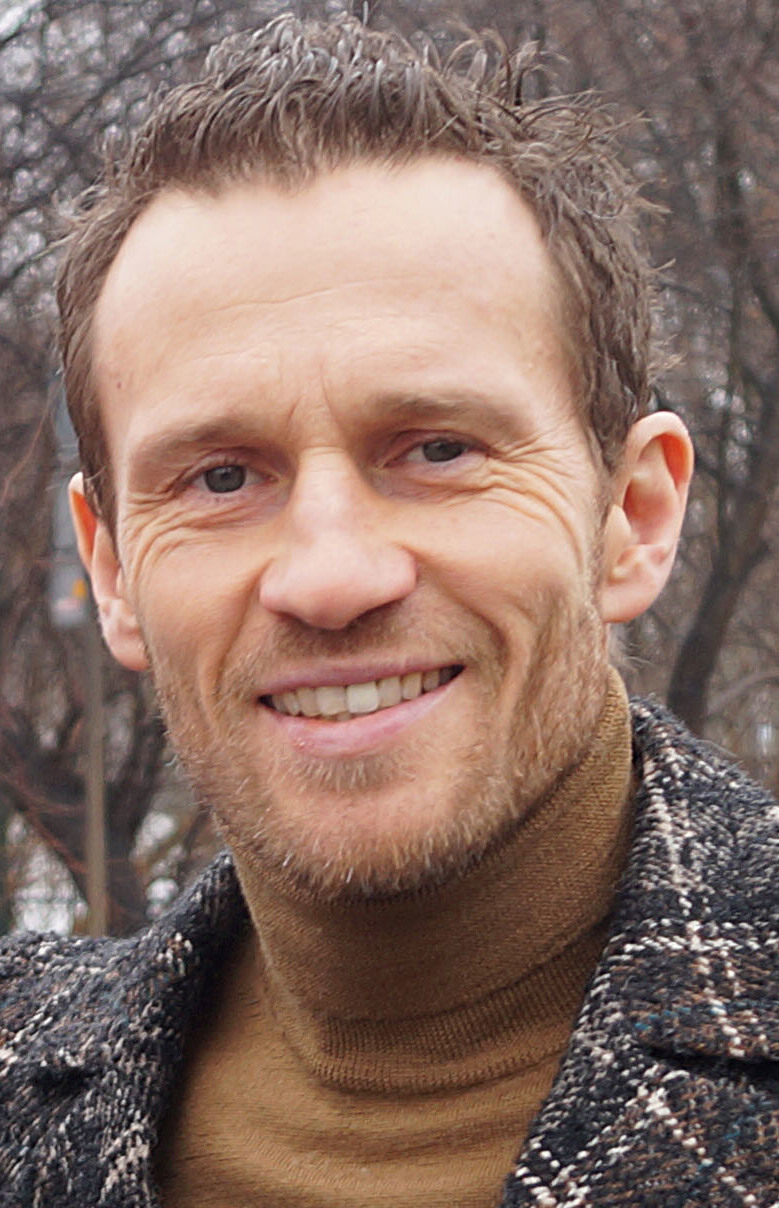
Mariusz Czerkawski (2017)

- Mariusz Czerkawski (2017)Po zakończeniu czynnej kariery zawodniczej pojawia się w stacjach TVP Sport i Polsat Sport jako ekspert i komentator meczów hokeja na lodzie.
- Od 4 września 2008 pełnił funkcję doradcy Prezesa PZHL ds. Sportowych[25].
- Był doradcą prezesa PZHL, Zdzisława Ingielewicza oraz konsultantem (menadżer, team leader) selekcjonera reprezentacji Polski seniorów, Szweda Petera Ekrotha[26].
- Po zakończeniu kariery hokejowej zaangażował się w sport golfowy. W przeciągu dwóch lat gry  doszedł do handicapu 5. W 2010 wygrał turniej World Golfers Poland Championship 2010 w kategorii Celebrities. W 2011 otrzymał nagrodę Polishgolf Awards 2010 w kategorii „Improvement of the Year”.
- W 2012 został prezesem Stowarzyszenia Sport7, mającym na celu „aktywizację dzieci i młodzieży do uprawiania sportu, w tym w szczególności sportów zimowych oraz promocja wśród najmłodszych adeptów aktywnego spędzania czasu”.
- W październiku 2012 został powołany na stanowisko team leadera reprezentacji Polski seniorów na turniej kwalifikacyjny do Zimowych Igrzysk Olimpijskich 2014 w Soczi[27].
- Od lutego 2013 pełnił funkcję dyrektora sportowego klubu Olivia Gdańsk, wnioskującego o przyjęcie do rozgrywek KHL[28].
- W 2020 prowadził program Star Voice. Gwiazdy mają głos[29].
- Od października 2021 ekspert NHL w Viaplay Polska[30].

## Udział w reklamach
- 2009: Ambasador marki „BodyHelp”[31][32]
- 2012: Ambasador kampanii społecznej „Polak Wszech Czasów”[33][34]

## Filmografia
- Lokatorzy (2002) jako on sam w odc. 88 „Tajemniczy wielbiciel”
- Święta wojna (2002) jako on sam w odc. 109 „Idol”
- Twarzą w twarz (2007) jako Hubert Sieńczuk
- Tylko miłość (2007–2009) jako Ksawery Koniecki, biznesmen
- Niania (2009) jako mężczyzna w kawiarni w odc. 124 „Ryzykowna inwestycja”
- Wszyscy kochają Romana (2011) jako on sam w odc. 4 „Przychodzi lekarz do baby”
- Rodzinka.pl (2013) jako sędzia hokejowy w odc. 79 „O jeden promil za daleko”

## Publikacje
- Życie na lodzie (wywiad-rzeka przeprowadzony przez Wojciecha Zawiołę), G+J Książki 2010, ISBN 978-83-7778-198-2[35]

## Nagrody i odznaczenia
- Dnia 21 czerwca 2004 został odznaczony przez prezydenta RP Aleksandra Kwaśniewskiego Krzyżem Kawalerskim Orderu Odrodzenia Polski za wybitne zasługi dla rozwoju hokeja na lodzie, za osiągnięcia w działalności społecznej[36][37].
- Dnia 23 stycznia 2009 na uroczystej sesji inaugurującej obchody 75-lecia nadania Tychom praw gminy miejskiej tytuł Honorowego Obywatela Miasta Tychy zostały wręczony Mariuszowi Czerkawskiemu za osiągnięcia sportowe w lidze NHL, za promowanie Tychów w Polsce, Europie i na świecie, za promowanie wśród mieszkańców miasta sportu i zdrowego stylu życia.

## Życie prywatne
Jest dwukrotnie żonaty. W latach 1996–1998 jego żoną była aktorka Izabella Scorupco, którą poślubił w styczniu 1996 w Waszyngtonie i z którą ma córkę Julię (ur. 1997).
1 września 2007 poślubił modelkę Emilię Raszyńską, z którą ma syna Iwo (ur. 2009).